# Candidatura Unitària de Treballadors
La Candidatura Unitària de Treballadors (CUT), anteriorment coneguda amb el nom de Col·lectiu d'Unitat dels Treballadors - Bloc Andalús d'Esquerres, és un partit polític que pertany a l'esquerra nacionalista d'Andalusia. Va ser un dels partits fundadors d'Esquerra Unida en 1986, organització de la qual va formar part fins a 2015. És el cinquè major partit andalús amb un centenar de regidors i vuit ajuntaments.

## Història
Va ser creat per militants del Sindicat d'Obrers del Camp (SOC) el 1979 amb el nom de Candidatures d'Unitat dels Treballadors per a presentar-se a les eleccions municipals de 1979. Des de llavors és considerat com el braç polític d'aquest sindicat., convertint-se en l'opció hegemònica de la comarca de la Sierra Sur de Sevilla.
En 1986 s'integra a Esquerra Unida sent al costat del Partit Comunista d'Espanya un dels partits fundadors d'aquesta coalició. En el III Congrés, celebrat a Sevilla en 1992 canvia el seu nom per Colectivos de Unidad de los Trabajadores. En 1999 s'unifica amb el grup Andalucía Libre de Javier Pulido -en aquest moment regidor d'Esquerra Unida a Granada- adoptant el nom de Col·lectiu d'Unitat dels Treballadors - Bloc Andalús d'Esquerres (CUT-BAI).
En 2004 va proposar a altres forces d'esquerres d'Andalusia la formació del Bloc Andalús d'Esquerra (BAI). El BAI es formà com una fi del CUT com a via per a aglutinar a l'esquerra revolucionària i nacionalista andalusa i treure a aquesta comunitat històrica de l'endarreriment social i econòmic que, al seu judici, pateix la mateixa a causa del centralisme històric d'Espanya. Malgrat que el CUT ha comptat amb diverses desenes de regidors i diversos ajuntaments -entre elles l'ajuntament emblemàtic del municipi de Marinaleda (Sevilla) des de 1979- no és fins als comicis municipals de 2007 quan el BAI assoleix concórrer a unes eleccions municipals fora d'aquest àmbit, presentant llistes electorals a Huétor-Tájar i Màlaga, on obté un resultat desigual i queda sense representació municipal.
El 19 de gener de 2014 se celebrarà el seu IV congrés, en el que participaran uns 200 delegats i on es defensarà un document polític en el que s'afirma que Andalusia no forma part d'Espanya, per tal de reclamar un procés d'independència andalús. També es va aprovar canviar el nom a Candidatura Unitària de Treballadors (CUT).
El 12 febrer 2015 va decidir abandonar definitivament Esquerra Unida causa del seu desacord amb la «política de pactes» entre aquesta formació i el PSOE. Encara que també va decidir no integrar-se en cap altra formació, la CUT va demanar el vot per a Podem a les eleccions autonòmiques del 22 de març, en les candidatures van participar dos dels seus militants, María García i Libertad Benítez, les quals finalment van resultar elegides.

## Organització
S'organitza territorialment mitjançant assemblees locals que desenvolupen la seva activitat política en el marc d'un municipi. Les Assemblees Locals envien representants a l'Assemblea Nacional, màxim òrgan de decisió entre congressos. El partit és dirigit per una Permanent proposada pel portaveu Nacional i ratificada per l'Assemblea Nacional. El portaveu és escollit pel congrés. La Permanent està composta per:
- Juan Manuel Sánchez Gordillo: portaveu nacional.
- Manuel Rodríguez: àrea interna.
- Javier García: àrea ideològica.
- María García: àrea internacional.
- Jose Antonio Mesa: àrea política.

A l'abril del 2015, Rocío Van De Heide, militant de la CUT i del Sindicat Andalús de Treballadors, va ser triada membre del Consell Ciutadà de Podem a Andalusia, mitjançant el procés de primàries obertes que va celebrar aquesta organització.

## Finalitats
Entre les seves finalitats està la consecució de l'autodeterminació i sobirania nacional d'Andalusia i la implantació del socialisme. La CUT entén el nacionalisme andalús com a resposta al subdesenvolupament i dependència en els quals, al seu judici, es troba Andalusia. Aquest partit governa des de 1979 en la localitat sevillana de Marinaleda sota l'ajuntament de Juan Manuel Sánchez Gordillo. Són objectius de la CUT:
- La construcció del Bloc Andalús d'Esquerres, per tal d'aglutinar les forces polítiques, socials i ciutadanes que estiguin disposades a avançar en la construcció nacional d'Andalusia des de l'òptica de l'esquerra anticapitalista.
- La defensa dels interessos de la classe treballadora andalusa i l'impuls del Sindicat Andalús de Treballadors que integri, des del respecte al pluralisme, a tots els corrents del sindicalisme alternatiu i de classe.
- La consecució de la pau, el desarmament i la desaparició dels blocs militars, així com el desmantellament de les bases militars estrangeres a Andalusia i la sortida de l'OTAN.
- El desenvolupament de la identitat nacional andalusa, mitjançant la protecció i recuperació de la seva cultura i de la seva història.
- La lluita per la igualtat contra tota mena de discriminació, especialment, la qual sofreix la dona, la joventut i els immigrants.